# Enrique Amorim
Enrique Amorim (Salto, 25 luglio 1900 – Salto, 28 luglio 1960) è stato uno scrittore uruguaiano.
Rappresentò nelle sue opere l'inquietudine della società contemporanea.

## Opere
- La carreta (1929)
- El paisano Aguilar (1934)
- La edad despareja (1938)
- El caballo y su sombra (1941)
- La luna se hizo con agua (1944)
- El asesino desvelado (1946)
- Feria de farsantes (1952)
- Eva Burgos (1960)
- Amorim (1923)
- Horizontes y bocacalles (1926)
- Tráfico (1927)
- La trampa del pajonal (1928)
- Del 1 al 6 (1932)
- La plaza de las carretas (1937)
- Después del temporal (1953)
- Veinte años (1920)
- Visitas al cielo (1929)
- Poemas uruguayos (1935)
- Dos poemas (1940)
- Primero de Mayo (1949)
- Quiero (1954)
- Sonetos de amor en verano (1958)
- La segunda sangre (1950)
- Don Juan 38 (1958)